# Pfaffenhofen (Velden)
Pfaffenhofen ([p͡fafn̩ˈhoːfn̩] ) ist ein Gemeindeteil der Stadt Velden im Landkreis Nürnberger Land (Mittelfranken, Bayern). Pfaffenhofen liegt in der Gemarkung Viehhofen.

## Geografie
Das Dorf liegt im nordwestlichen Bereich der Hersbrucker Alb. Es liegt etwa zweieinhalb Kilometer nordnordöstlich des Ortszentrums von Velden auf einer Höhe von 456 m ü. NHN. Die aus Velden kommende Kreisstraße LAU 33 durchquert den Ort und führt in ostnordöstlicher Richtung weiter, wo sie nach etwa einem halben Kilometer in die Staatsstraße 2163 einmündet.

## Geschichte
Bis zum Beginn des 19. Jahrhunderts unterstand Pfaffenhofen der Landeshoheit der Reichsstadt Nürnberg. Die Dorf- und Gemeindeherrschaft übte das Pflegamt Velden in seiner Funktion als Vogteiamt aus. Auch die Hochgerichtsbarkeit über den Ort wurde von diesem Amt wahrgenommen, dies in seiner Rolle als Fraischamt. Pfaffenhofen wurde 1806 bayerisch, nachdem die Reichsstadt Nürnberg unter Bruch der Reichsverfassung vom Königreich Bayern annektiert worden war. Damit wurde das Dorf ein Bestandteil der bei der „napoleonischen Flurbereinigung“ in Besitz genommenen neubayerischen Gebiete, was erst im Juli 1806 mit der Rheinbundakte nachträglich legalisiert wurde.
Durch die Verwaltungsreformen zu Beginn des 19. Jahrhunderts im Königreich Bayern wurde Pfaffenhofen mit dem Zweiten Gemeindeedikt im Jahr 1818 ein Bestandteil der Ruralgemeinde Viehhofen. Im Zuge der Gebietsreform in Bayern wurde Pfaffenhofen zusammen mit der Gemeinde Viehhofen am 1. Januar 1972  nach Velden eingemeindet.

## Baudenkmäler
In Pfaffenhofen gibt es zwei denkmalgeschützte Bauernhöfe, deren Wohnstallhäuser beide aus der ersten Hälfte des 19. Jahrhunderts stammen.